# 긴장 (영화)
긴장(Sant Hander Inte Har, High Tension)은 스웨덴에서 제작된 잉그마르 베르히만 감독의 1950년 영화이다. Helge Hagerman 등이 제작에 참여하였다.

## 출연
- 시그네 하소
- 알프 체린

## 제작진
- 원작자: Waldemar Brogger
- 미술: Nils Svenwall